# عائشة تاشنويت
عائشة زيتي أو تاشنويت (مواليد 1968) مغنية وراقصة أمازيغية مغربية. تغني بشكل رئيسي بلغتها الأم تشيلحيت.

## سيرة ذاتية
ولدت عائشة زياتي أو تاشينويت 19 فبراير 1968 في إنزكان، المغرب. بدأت بالرقص والغناء وتأليف الموسيقى للأنشطة المدرسية خلال طفولتها. بدأت العمل كراقصة وبعدها كمغنة أيضا في بداية التسعينيات بجانب بعض من أكبر الفنانين والروايس الأمازيغ في ذلك الوقت مثل حسن أرسموك وأوطالب المزودي . أصبحت بعد فترة وجيزة معروفة في المغرب وخارجه.
لقبها تاشينويت معناه بتاشيلحيت الصينية لشبهها بالنساء الصينيات.

## جولات موسيقية
شاركت في العديد من المهرجانات الوطنية في المغرب مثل موازين وتميتار. كما قدمت عروضاً في مهرجانات دولية مثل اليابان والصين. 